# مت دیکارو
مت دیکارو (به انگلیسی: Matt DeCaro) بازیگر آمریکایی که به خاطر بازی در فیلم‌های آقای ۳۰۰۰ و فرار از زندان شناخته می‌شود.